# روندونيا
روندونيا (برتغالية Rondônia) واحدة من الولايات البرازيلية الفدرالية تقع في شمال البرازيل ويحدها   ولاية الأمازون من الشمال و الغرب ، و ولاية ماتو غروسو من الشمال و الشرق وجمهورية بوليفيا من الجنوب والغرب وولاية أكري من الغرب.
بورتو فاليو عاصمة الولاية وأكبر المدن فيها.

## من أهم المدن في الولاية
- بورتو فاليو
- جي بارانا
- فيلينا

## ومن أهم الأنهار
- Guaporé
- Ique
- Ji-Paraná
- Madeira
- Mamoré
- Paraná-Pixuna
- Roosevelt